# Alijilán
Alijilán es una localidad que forma parte del distrito de Los Altos, en el Departamento Santa Rosa, ubicado en el centro-sur de la provincia de Catamarca, Argentina.
La localidad cuenta con una unidad de extensión del Instituto Nacional de Tecnología Agropecuaria (INTA), dedicada a generar, adaptar y transferir tecnologías, conocimientos y procesos en los ámbitos agropecuario, forestal y agroindustrial. Esta unidad opera con un equipo de personal técnico y un jefe a cargo.
En los últimos años, especialmente tras la creación de la hostería local, el turismo ha experimentado un notable crecimiento, lo que ha incrementado el número de visitantes a la región.

## Población
Según datos del censo de 2 010 proporcionados por el Instituto Nacional de Estadística y Censo (Indec), Alijilán cuenta con 1 396 habitantes, lo que representa un incremento del 7 % frente a los 1 303 habitantes del censo de 2 001.
| Gráfica de evolución demográfica de Alijilán entre 1991 y 2010 |
|                                                                |
| Fuente: Censos nacionales del INDEC                            |

### Sismicidad
La región de Catamarca se caracteriza por una sismicidad frecuente, aunque generalmente de baja intensidad. Sin embargo, se han registrado terremotos de magnitud moderada a severa aproximadamente cada 30 años, en áreas aleatorias. Sus últimas expresiones se produjeron:
- 21 de marzo de 1 892, a la 1:45 UTC-3, con una magnitud de 6,0 en la escala de Richter (terremoto de Recreo de 1 892).
- 4 de febrero de 1 898, a la 12:57 UTC-3, con una magnitud de 6,4 en la escala de Richter (terremoto de Catamarca de 1 898).
- 21 de octubre de 1 966, a las 12:39 UTC-3, con una magnitud de 5,0 en la escala de Richter.
- 3 de noviembre de 1 973, a las 14:17 UTC-3, con una magnitud de 5,8 en la escala de Richter.
- 7 de septiembre de 2 004, a las 8:53 UTC-3, con una magnitud aproximada de 6,5 en la escala de Richter (terremoto de Catamarca de 2 004).[1]